# Neukaledonien-Sturmschwalbe
Die Neukaledonien-Sturmschwalbe (Fregetta lineata) ist eine seltene, kaum erforschte Sturmschwalbenart, deren Identität 170 Jahre im Unklaren blieb. 1839 entdeckt, wurde sie erst 2022 als eigenständige Art anerkannt.

## Entdeckungsgeschichte
Obwohl das erste Exemplar 1839 von Titian Ramsay Peale während der zwischen 1838 und 1842 stattgefundenen United States Exploring Expedition in Samoa gesammelt wurde, dauerte es bis 2022 und einer wissenschaftlichen Studie, die alle verfügbaren Belege (insbesondere morphologische und genetische) zusammenfasste, bevor Fregetta lineata eindeutig als Art anerkannt wurde. Peale nannte sein Exemplar Thalassidroma lineata, aber es dauerte bis 1922, bis Rollo Beck während der zwischen 1920 und 1941 durchgeführten Whitney South Sea Expedition auf den Marquesas-Inseln ein zweites Exemplar fand. Obwohl Robert Cushman Murphy zunächst glaubte, es handele sich um dasselbe Taxon wie Peales Exemplar, wurde auch dieses Exemplar von Gregory Mathews als neue Art Fregettornis guttata benannt, der auch die neue Gattung Pealea für diese gestrichelt gemusterten Sturmschwalben einführte. Ein drittes Exemplar, das in den 1970er Jahren auf einer kleinen Insel vor Ostaustralien gesammelt wurde, lag lange Zeit unidentifiziert in einem Museum.
Ab 2008 sichteten und fotografierten Forscher wie Vincent Bretagnolle oder Hadoram Shirihai, Vögel, von denen sie annahmen, dass es sich entweder um die wiederentdeckte Neuseeländische Sturmschwalbe (Fregetta maoriana) oder um eine unbeschriebene Art handeln könnte. Diese Entdeckungen wurden zunächst vor Neukaledonien und später auch im Korallenmeer vor Ostaustralien gemacht. Dies veranlasste eine erneute Untersuchung der alten Exemplare von Peale und Beck und führte zur Entdeckung eines Vogelbalges in Australien sowie letztlich zu der Erkenntnis, dass Peale mit der Erklärung seines samoanischen Exemplars als neue Art richtig lag. 170 Jahre später wurde er bestätigt.

## Merkmale
Die bisher gefangenen Exemplare haben Körperlängen von 20,3 bis 21 cm. Die Flügellänge beträgt 160 bis 171 mm, die Schwanzlänge 70 bis 76 mm, die Schnabelfirstlänge 13,6 bis 14,6 mm, die Schnabelhöhe 4 bis 4,8 mm, die Schnabelbreite 6,6 bis 7,5 mm und die Lauflänge 37,3 bis 39,2 mm.
Die Geschlechter gleichen sich. Kopf, Hals und Kehle sind bis zur Oberbrust schwärzlich braun, wobei alte Federn bräunlich und neue schwarz glänzend sind. Die Region vom Mantel bis zum Rücken sowie die Schulterfedern sind im Wesentlichen schwarzbraun, bei Licht betrachtet grünlich-grau glänzend. Einige Mantel- und Schulterfedern sind schmal weißlich gespitzt. Die kleinen Oberschwanzdecken sind bräunlicher, der Rest ist weiß und bildet eine gut abgegrenzte breite U-Form, die sich auf der weißen Unterseite fortsetzt. Die Farbe der Oberflügel ist die gleiche wie die der Oberseite, die Oberflügeldecken sind jedoch eine Nuance brauner und bilden ein undeutliches, helleres Feld. Der Schwanz ist schwarzbraun mit einem weißen Basalbereich auf der Unterseite, der meist von den schwarzbraunen seitlichen Unterschwanzdecken (mit dünnen weißen Rändern) verdeckt wird, jedoch bei gespreiztem Schwanz sichtbar ist.
Die Unterbrust, der Bauch bis zur oberen Bauchregion sowie die Flanken sind kontrastreich weiß mit charakteristischer ovaler schwärzlicher Streifung an der Federmitte. Die Streifung ist in Größe und Form etwas variabel, aber gewöhnlich verbreitert sich jede Streifung an der Federspitze. Der dunkle obere Brustrand bildet dreieckige Verlängerungen in die Seiten der weißen Brust. Der Unterflügel hat einen breiten schwarzbraunen Vorderrand, der an die dunkle Oberbrust angrenzt. Der dunkle Vorderrand des Innenflügels umfasst die kleineren Sekundärdecken, und auf dem Außenflügel die kleineren und mittleren Handdecken. Die größeren Handdecken sind meist grauschwarz. Die mittleren und größeren Handdecken schmal gespitzt und weiß gerandet. Die Schwungfedern sind im Wesentlichen einheitlich grau-schwarz.
Der Schnabel ist schwarz, die Iris ist braun oder schwarz, die Fußwurzeln und Zehen sind schwarz, einschließlich der Schwimmhäute zwischen Zehen. Die äußere Zehe ist am längsten und die erste praktisch nicht mehr vorhanden. Die Nägel sind flach und weitgehend dreieckig.

## Verbreitung
Die tatsächliche Verbreitung, insbesondere die Brutgebiete der Art, und ihre Ökologie bedürfen noch erheblicher Forschung. Die Art wurde vor allem in der ersten Jahreshälfte vor Neukaledonien und zwischen Dezember und Oktober vor Ostaustralien gesichtet, jedoch nicht im Mai und Juli–September, während die einzige Sichtung an Land ein kürzlich flügge gewordenes Jungtier im September in Neukaledonien betraf, was stark darauf hindeutet, dass die Art während des australischen Winters nistet.

## Wanderungen
Das Wanderverhalten ist grundlegend unbekannt. Es erscheint plausibel, dass die Art an Orten im südwestlichen und südzentralen Pazifik brütet, aber die einzigen sicheren Hinweise auf Nistplätze stammen aus Neukaledonien, und vermutlich verbringt sie die Nichtbrutsaison weiter westlich, im Korallenmeer und in Gewässern, die näher an Ostaustralien liegen, zwischen Queensland und New South Wales.

## Lebensweise
Brut- und Nahrungsverhalten sind kaum studiert. Der einzige Hinweis auf den Zeitpunkt des Brütens und mögliche Nistplätze stammt aus dem Fang eines Jungvogels durch Einheimische in Port Bouraké in Neukaledonien Ende September 2014. Er hatte noch Flaum an Kopf und Nacken, was auf ein frisch flügge gewordenes Jungtier hindeutet und vermuten lässt, dass die Art im australischen Winter brütet. Der Vogel war möglicherweise durch Straßenlaternen in der Nähe orientierungslos geworden. Die nahegelegene Îlot Leprédour ist ein Naturschutzgebiet, in dem zurzeit eine Population eingeschleppter Wildkaninchen (Oryctolagus cuniculus) eliminiert wird. Die bisher einzige bekannte Sturmschwalbenkolonie in dieser Region, bei der es sich wahrscheinlich um die Weißkehl-Sturmschwalbe (Nesofregetta fuliginosa) handelt, wurde im Dezember 1999 auf einer kleinen Insel im Norden Neukaledoniens gefunden, die anschließend kurzzeitig von Ratten besiedelt wurde. Weitere Orte in Neukaledonien, an denen Brutkolonien vermutet werden, sind die Insel Leprédour in der Lagune von Bouloupari, das Tal des Flusses Tontouta und hohe bewaldete Gipfel wie der Dent de Saint Vincent, beide auf dem Festland. Ausgehend von den Jungvögeln sind die Monate März und April wahrscheinlich der Zeitpunkt der Eiablage und entspricht den meisten Sichtungen vor Neukaledonien, während zahlreiche Sichtungen bereits im Januar 2020 vor Neukaledonien darauf hindeuten könnten, dass die Eiablage über einen längeren Zeitraum erfolgt. Das Mitte September 1922 auf den Marquesas gesammelte adulte Weibchen wurde von Murphy als brütend beschrieben, vermutlich auf der Grundlage des Originaletiketts, das inzwischen entfernt wurde und offenbar verloren gegangen ist.
Die Art sammelt ihre Beute wie andere Sturmschwalben von der Meeresoberfläche. Ein Vogel tauchte einmal ca. 30 cm tief, um kleine Fischstücke aufzusammeln, und bei mehreren anderen Gelegenheiten wurden der Tahiti-Sturmvogel (Pseudobulweria rostrata) und der Weißflügel-Sturmvogel (Pterodroma leucoptera) von den Sturmschwalben attackiert, indem sie schnell Fischstücke schnappten und dann wegflogen. Die Neukaledonien-Sturmschwalbe wurde bei großen Futteransammlungen der Weißflügel-Sturmvögel beobachtet. Darüber hinaus folgt sie den jagenden Bronzehaien (Carcharhinus brachyurus).

## Status
Die Neukaledonien-Sturmschwalbe ist noch nicht in der IUCN Red List erfasst. Ausgehend von den Zahlen, die auf See sowohl vor Australien als auch vor Neukaledonien beobachtet wurden, spekulierten Bretagnolle und seine Kollegen, dass die Population vielleicht in der Größenordnung von 100 bis 1.000 Brutpaaren liegt. Bisher wurden noch keine definitiven (oder präzisen) Brutkolonien identifiziert, was jedoch dringende Priorität erfordert. Im Vergleich zum Brüten auf Inseln ist das Nisten in den Bergen wahrscheinlich viel schwieriger zu bestätigen und das Schutzmanagement daher schwieriger umzusetzen. Bretagnolle und seine Mitarbeiter empfahlen, im April oder Mai mit Hilfe von Scheinwerfern nach Hinweisen auf Brutkolonien auf den Inseln vor dem Festland Neukaledoniens zu suchen und alle entdeckten Vögel zu fangen und mit Funksendern auszustatten.